# William Peery
William Peery (* 1743 im Sussex County, Delaware Colony; † 17. Dezember 1800 in Cool Spring, Delaware) war ein US-amerikanischer Politiker. Im Jahr 1786 war er Delegierter für Delaware im Kontinentalkongress.

## Werdegang
William Peery betätigte sich zunächst als Farmer. In den 1770er Jahren schloss er sich der Revolutionsbewegung an. Während des Unabhängigkeitskrieges war er Mitglied der Staatsmiliz und nahm aktiv am Kriegsgeschehen teil. Zwischen 1782 und 1794 saß er mehrfach als Abgeordneter im Repräsentantenhaus von Delaware. Nach einem Jurastudium und seiner 1785 erfolgten Zulassung als Rechtsanwalt begann er in diesem Beruf zu arbeiten. Zwischen 1785 und 1796 war er auch Bezirkskämmerer im Sussex County. Zusätzlich vertrat er 1786 seinen Staat im Kontinentalkongress. William Peery starb am 17. Dezember 1800 in Cool Spring nahe Milton im Sussex County.